# World Series of Darts 2025
De World Series of Darts 2025 is een reeks toernooien van de Professional Darts Corporation, die plaatsvindt op 8 verschillende locaties. De finale wordt gespeeld in Amsterdam, Nederland.

## Prijzengeld

### Internationale evenementen
| Plaats       | Prijzengeld |
| ------------ | ----------- |
| Winnaar      | £ 20.000    |
| Runner-up    | £ 10.000    |
| Halve finale | £ 5.000     |
| Kwartfinale  | £ 2.500     |
| Eerste ronde | £ 1.250     |
|              |             |
| Totaal       | £ 60.000    |

### Finale
| Plaats       | Prijzengeld |
| ------------ | ----------- |
| Winnaar      | £ 70.000    |
| Runner-up    | £ 30.000    |
| Halve finale | £ 20.000    |
| Kwartfinale  | £ 15.000    |
| Tweede ronde | £ 7.500     |
| Eerste ronde | £ 5.000     |
|              |             |
| Totaal       | £ 300.000   |

## Evenementen
| Nr. | Datum           | Evenement                    | Locatie                               | Winnaar                 | Legs  | Runner-up               | Bron  |
| --- | --------------- | ---------------------------- | ------------------------------------- | ----------------------- | ----- | ----------------------- | ----- |
| 1   | 16-17 januari   | Bahrain Darts Masters        | Sakhir, Bahrain International Circuit | Stephen Bunting (99.33) | 8 – 4 | (96.64) Gerwyn Price    | [ 1 ] |
| 2   | 24-25 januari   | Dutch Darts Masters          | 's-Hertogenbosch, Maaspoort Den Bosch | Rob Cross (101.87)      | 8 – 5 | (96.46) Stephen Bunting | [ 2 ] |
| 3   | 6-7 juni        | Nordic Darts Masters         | Kopenhagen, Forum København           | Stephen Bunting (97.49) | 8 – 4 | (98.04) Rob Cross       | [ 3 ] |
| 4   | 27-28 juni      | US Darts Masters             | New York, Hulu Theater                | Luke Humphries (99.14)  | 8 – 6 | (92.49) Nathan Aspinall | [ 4 ] |
| 5   | 4-5 juli        | Poland Darts Masters         | Gliwice, PreZero Arena                | Gerwyn Price (103.12)   | 8 – 7 | (97.95) Stephen Bunting | [ 5 ] |
| 6   | 8-9 augustus    | Australian Darts Masters     | Wollongong, WIN Entertainment Centre  | Luke Littler (99.10)    | 8 – 4 | (89.74) Mike De Decker  | [ 6 ] |
| 7   | 15-16 augustus  | New Zealand Darts Masters    | Auckland, Spark Arena                 | Luke Littler (115.02)   | 8 – 4 | (102.31) Luke Humphries |       |
| 8   | 12-14 september | World Series of Darts Finals | Amsterdam, AFAS Live                  |                         |       |                         |       |

Bahrain Darts Masters · Dutch Darts Masters · Nordic Darts Masters · US Darts Masters · Poland Darts Masters · Australian Darts Masters ·  New Zealand Darts Masters · World Series of Darts Finals